# 西那西泮
西那西泮（英语：Cinazepam，代号：BD-798），商品名为Levana，是一种非典型的苯二氮䓬类衍生物。它产生显着的催眠、镇静和抗焦虑作用，同时具有最小的肌肉松弛副作用。此外，与许多其他苯二氮䓬类和非苯二氮䓬类安眠药（如地西泮、氟硝西泮和佐匹克隆）不同，西那西泮不违反睡眠结构，慢波睡眠和快速眼动睡眠的连续性按比例增加。因此，西那西泮产生接近生理的睡眠状态，因此，与其他相关药物相比，在治疗失眠和其他睡眠障碍方面可能具有优势。
相对于其他众所周知的催眠苯二氮䓬类药物，如硝西泮和苯二氮䓬类，西那西泮对GABAA复合物的苯二氮䓬类受体的亲和力低了一个数量级。此外，在小鼠体内，它将被迅速代谢，在给药后30分钟内仅剩下5%的基础化合物。因此，西那西泮被认为是苯二氮䓬类前药；具体而言，以3-羟基芬那西泮为主要活性代谢物。